# 内田博
内田 博（うちだ ひろし、1909年10月9日 - 1982年2月25日）は、日本の詩人。福岡県三池郡大牟田町（現・大牟田市）出身。詩人で童話作家の内田麟太郎は長男。

## 人物・来歴
本名は内田弘喜智。1909年、福岡県大牟田下里（現・大牟田市元町）に3男4女の次男として生まれる。1922年に大牟田町立第二尋常小学校（現・大牟田市立大牟田小学校）を卒業すると進学せず、書店の丁稚奉公や実兄の起こした会社で働いた。
19歳のときに石川啄木の影響で詩作を始める。1929年、処女詩「秋・風景詩」を地元紙に投稿して掲載され、その後も地元紙に「村山三郎」の筆名で投稿をおこなった。その後、1932年に日本プロレタリア作家同盟に加盟。1933年に警察の拘留も受け、のち大阪市に移る。この間も詩作を続け、1936年に『四季』に「夜半」が掲載される。萩原朔太郎から『四季』同人への勧誘を受けるが、母親を大牟田に残せないという理由で固辞した。1937年、逮捕され久留米警察署に送致となり、転向を表明した。釈放後は郷里の大牟田に戻る。1938年に創刊された第二期『九州文学』に参加し、同誌で詩を発表する。1945年7月27日の大牟田空襲で自宅が全焼し、家財や蔵書、書信をすべて失った。
戦後、日本共産党が再建されると党員となる。1950年以降に党が分裂状態となる中、1951年に除名処分を受ける（中野重治と宮本百合子についてスパイと認めなかったため）。1955年の日本共産党第6回全国協議会の決議に従い復党するが1964年に離党した。
晩年に至るまで大牟田で詩作を続け「大牟田の空襲を記録する会」にも参加した。1978年には『内田博全詩集』が刊行された。1982年、肝臓癌のため、大牟田市立病院で死去。

## 著書（詩集）
- 『夜の踏切りで』九州文学社、1936年
- 『悲しき矜恃』臼井書房、1942年
- 『父子問答』詩と詩人社、1952年
- 『にがい河』新日本詩人社 1963年
- 『三池の春』三池文学会、1965年
- 『三里船津』三池文学会、1971年（非売品）
- 『暗河くらごう』新日本文学出版部、1976年
- 『内田博全詩集』青磁社、1978年
- 『童説』青磁社、1981年

## 詩碑
2013年5月26日、麟太郎の同級生らによる「詩人内田博を顕彰する会」と大牟田近代文芸家顕彰会によって、詩「悲しき幻覚」が刻まれた詩碑が、大牟田市岬町の諏訪公園（郷土の丘）に建立された。